# Tymona
Tymona  – imię żeńskie pochodzenia greckiego, żeński odpowiednik imienia Tymon, utworzonego od greckich imion złożonych typu Tymoteusz — po odrzuceniu drugiego członu imienia — za pomocą przyrostka -ōn. W dawnych źródłach polskich (od 1492 roku) występowała w Polsce Tymka, a także wschodniosłowiańskiego Tyszka (od 1388 r. ), utworzona od pierwszego członu imienia Tymoteusz .
Tymona imieniny obchodzi 28 lipca, jako wspomnienie św. Tymona, ucznia apostolskiego .